# Araneus marmoreus
Araneus marmoreus, supranumit păianjen de marmură,  este o specie de păianjen care aparțin familiei Araneidae.

## Descriere
Lungimea corpului mascul este de 5-9 milimetri, iar cel al femelei ajunge până la 9-15 mm. Opistosoma este puțin mai voluminoasă în partea anterioară. Culoarea corpului este foarte vie și variată. Prosoma are nuanțe mai închise de roșu, portocaliu, brun, uneori gri. Opistosoma este portocalie sau galbenă, cu diferite pete roșii, gălbui sau albe. Petele au configurația unei cruce. Varietatea Araneus marmoresus pyramidus este de culoare galbenă palid cu pete negre. Juvenilii se maturizează în lunile august – octombrie. 

## Mod de viață

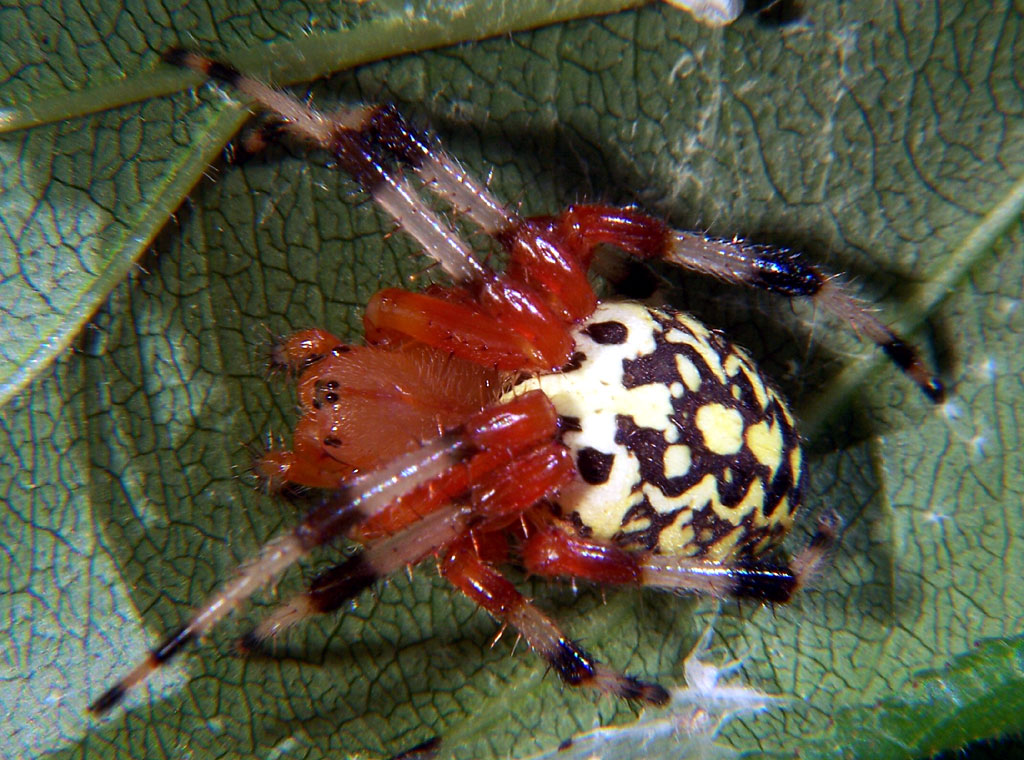
Varietatea Araneus marmoresus pyramidus

Este o specie nocturnă, spre apus iese să-ți construiască pânza. El țese pânze sferice printre ramurile arbuștilor sau arborilor scunzi.  În timpul zilei se ascunde într-un loc bine camuflat în apropierea pânzei. Noaptea atârnă în centrul pânzei sau se ascunde într-o retragere. Se hrănește cu diverse insecte zburătoare. Pânza sa este foarte rezistentă și pot captura prăzi destul de mari, lăcustele de exemplu. Victima este imobilizată prin injectarea veninului, apoi este învăluită cu mătase special. Araneus marmoreus este inofensiv pentru om.

## Răspândire
Are o răspândire holarctică. Păianjenul de marmură preferă zonele umede, umbrite ca pădurile și regiuni mlăștinoase. Este foarte răspândit în întreaga Europă. Varietatea Araneus marmoresus pyramidus se întâlnește doar în Europa. 